# Ficus sakalavarum
Ficus sakalavarum är en mullbärsväxtart som beskrevs av John Gilbert Baker. Ficus sakalavarum ingår i släktet fikonsläktet, och familjen mullbärsväxter. Inga underarter finns listade i Catalogue of Life.